# دورتشستر (كارولاينا الشمالية)
دورتشستر (بالإنجليزية: Dortches, North Carolina)‏ هي بلدة أمريكية تقع في الولايات المتحدة في مقاطعة ناش، كارولاينا الشمالية. يقدر عدد سكانها بـ 935 نسمة ومساحتها 19.9 كم2 و وترتفع عن سطح البحر 60 متر.

## التركيبة السكانية
حدّد مكتب تعداد الولايات المتحدة بيانات التركيبة السكانية لدورتشستر في تعداد الولايات المتحدة. في ما يلي، التركيبة السكانية حسب تعدادي 2000 و2010.

### تعداد عام 2000
بلغ عدد سكان دورتشستر 809 نسمة بحسب تعداد عام 2000، وبلغ عدد الأسر 329 أسرة وعدد العائلات 236 عائلة مقيمة في البلدة. في حين سجلت الكثافة السكانية 38.6 نسمة لكل كيلومتر مربع (100.0/ميل2). وبلغ عدد الوحدات السكنية 351 وحدة بمتوسط كثافة قدره 16.8 لكل كيلومتر مربع (43.5/ميل2).
وتوزع التركيب العرقي للبلدة بنسبة 77.75% من البيض و20.40% من الأمريكيين الأفارقة و0.37% من الأمريكيين الأصليين و0.12% من سكان جزر المحيط الهادئ و0.37% من الأعراق الأخرى و0.99% من عرقين مختلطين أو أكثر و1.85% من الهسبانيون أو اللاتينيون من أي عرق.
بلغ عدد الأسر 329 أسرة كانت نسبة 31.6% منها لديها أطفال تحت سن الثامنة عشر تعيش معهم، وبلغت نسبة الأزواج القاطنين مع بعضهم البعض 59.6% من أصل المجموع الكلي للأسر، ونسبة 7.6% من الأسر كان لديها معيلات من الإناث دون وجود شريك،  بينما كانت نسبة 4.6% من الأسر لديها معيلون من الذكور دون وجود شريكة وكانت نسبة 28.3% من غير العائلات. تألفت نسبة 26.1% من أصل جميع الأسر من عدة أفراد يعيشون في نفس المنزل ونسبة 14.9% كانت تتألف من شخص يعيش بمفرده يبلغ من العمر 65 عاماً أو أكثر. وبلغ متوسط حجم الأسرة المعيشية 2.46، أما متوسط حجم العائلات فبلغ 2.96.
بلغ العمر الوسطي للسكان 42.5 عاماً. وكانت نسبة 22.6% من القاطنين تحت سن الثامنة عشر، وكانت نسبة 6.6% بين الثامنة عشر والرابعة والعشرين عاماً، ونسبة 25.5% كانت واقعةً في الفئة العمرية ما بين الخامسة والعشرين والرابعة والأربعين عاماً، ونسبة 32.1% كانت ما بين الخامسة والأربعين والرابعة والستين، ونسبة 13.2% كانت ضمن فئة الخامسة والستين عاماً فما فوق. يوجد لكل 100 أنثى 91.3 ذكر، ويوجد لكل 100 أنثى في الثامنة عشر من عمرها فما فوق 89.1 ذكر.
بلغ متوسط دخل الأسرة في البلدة 38,750 دولارًا، أما متوسط دخل العائلة فبلغ 57,841 دولارًا. وكان متوسط دخل الذكور 32,708 دولارًا مقابل 23,125 دولارًا للإناث. وسجل دخل الفرد الخاص بالبلدة 25,071 دولارًا. وكانت نسبة 1% من العائلات ونسبة 4.2% من السكان تحت خط الفقر، وكان من هؤلاء نسبة 2.7% تحت سن الثامنة عشر ونسبة 12.4% في الخامسة والستين من العمر وما فوق.

### تعداد عام 2010
بلغ عدد سكان دورتشستر 935 نسمة بحسب تعداد عام 2010، وبلغ عدد الأسر 383 أسرة وعدد العائلات 275 عائلة مقيمة في البلدة. في حين سجلت الكثافة السكانية 44.6 نسمة لكل كيلومتر مربع (115.5/ميل2). وبلغ عدد الوحدات السكنية 422 وحدة بمتوسط كثافة قدره 20.1 لكل كيلومتر مربع (52.1/ميل2).
وتوزع التركيب العرقي للبلدة بنسبة 71.23% من البيض و24.17% من الأمريكيين الأفارقة و0.21% من الأمريكيين الأصليين و0.53% من الأمريكيين ذوي الأصول الآسيوية و2.14% من الأعراق الأخرى و1.71% من عرقين مختلطين أو أكثر و3.74% من الهسبانيون أو اللاتينيون من أي عرق.
بلغ عدد الأسر 383 أسرة كانت نسبة 28.2% منها لديها أطفال تحت سن الثامنة عشر تعيش معهم، وبلغت نسبة الأزواج القاطنين مع بعضهم البعض 59.3% من أصل المجموع الكلي للأسر، ونسبة 10.4% من الأسر كان لديها معيلات من الإناث دون وجود شريك،  بينما كانت نسبة 2.1% من الأسر لديها معيلون من الذكور دون وجود شريكة وكانت نسبة 28.2% من غير العائلات. تألفت نسبة 24.3% من أصل جميع الأسر من عدة أفراد يعيشون في نفس المنزل ونسبة 11.5% كانت تتألف من شخص يعيش بمفرده يبلغ من العمر 65 عاماً أو أكثر. وبلغ متوسط حجم الأسرة المعيشية 2.44، أما متوسط حجم العائلات فبلغ 2.85.
بلغ العمر الوسطي للسكان 45.9 عاماً. وكانت نسبة 20.3% من القاطنين تحت سن الثامنة عشر، وكانت نسبة 5.9% بين الثامنة عشر والرابعة والعشرين عاماً، ونسبة 22.7% كانت واقعةً في الفئة العمرية ما بين الخامسة والعشرين والرابعة والأربعين عاماً، ونسبة 35.8% كانت ما بين الخامسة والأربعين والرابعة والستين، ونسبة 15.3% كانت ضمن فئة الخامسة والستين عاماً فما فوق. وتوزع التركيب الجنسي للسكان بنسبة 48.6% ذكور و51.4% إناث.